# Dąbrowa Widawska
Dąbrowa Widawska – wieś w Polsce położona w województwie łódzkim, w powiecie łaskim, w gminie Widawa.

## Podział
| SIMC    | Nazwa     | Rodzaj    |
| ------- | --------- | --------- |
| 0717258 | Żabieniec | część wsi |

## Historia
Prywatna wieś szlachecka Dąbrowa położona była w drugiej połowie XVI wieku w powiecie sieradzkim województwa sieradzkiego. 
Pod koniec XIX wieku miejscowość jako folwark oraz wieś Dąbrowa widawska leżącą w powiecie łaskim, gmina Dąbrowa widawska odnotował Słownik geograficzny Królestwa Polskiego. W 1827 wieś liczyła 46 domów, w których mieszkało 326 mieszkańców. Miejscowość miała w sumie 2080 morg z czego folwark liczył 1167 morg w tym: 660 morg gruntów ornych oraz ogrodów, 140 m. łąk, 64 m. pastwisk, 248 m. lasu, 56 m. placów i nieużytków. Stosowano w uprawie płodozmian 8-polowy.
Według danych ze Spisu powszechnego z 30 września 1921 wieś liczyła 528 mieszkańców, w tym 277 mężczyzn i 251 kobiet. Zamieszkiwali oni w 81 budynkach. W tej liczbie wyznania rzymskokatolickiego było 528 osób, narodowość polską podało także 528 mieszkańców wsi.
Do 1930 istniała gmina Dąbrowa Widawska. Minister Spraw Wewnętrznych 9 lipca 1930 zmienił nazwę gminy Dąbrowa Widawska w powiecie i województwie łódzkim na "Widawa". W latach 1954–1956 wieś należała do gromady Wielka Wieś, po jej zniesieniu należała i była siedzibą władz gromady Dąbrowa Widawska, która funkcjonowała do 1958 r, po jej zniesieniu wieś była w gromadzie Widawa. W latach 1975–1998 miejscowość administracyjnie należała do województwa sieradzkiego.